# Iniistius pavo
Iniistius pavo es una especie de peces de la familia Labridae en el orden de los Perciformes.

## Nombre común
- Cuchillo pavo real en España y México.
- Vieja pavo en México.

## Morfología
Los machos pueden llegar alcanzar los 41 cm de longitud total.

## Distribución geográfica
Se encuentra desde el Mar Rojo y la África Oriental hasta las Islas de la Sociedad, el sur del Japón y Islas Hawaii. También desde el Golfo de California hasta Panamá y Islas Galápagos. 